# Georgina Evers-Swindell
Georgina Emma Buchanan Evers-Swindell, verheiratete Georgina Earl, (* 10. Oktober 1978 in Hastings) ist eine ehemalige neuseeländische Ruderin. Sie bestritt zusammen mit ihrer eineiigen Zwillingsschwester Caroline Rennen in der Wettbewerbsklasse Doppelzweier.
2001 gewann sie bei den Ruder-Weltmeisterschaften in Luzern je einmal Silber mit dem Doppelzweier und dem Doppelvierer. Zusammen mit ihrer Schwester gewann sie bei den Weltmeisterschaften 2002 in Sevilla und 2003 in Mailand die Goldmedaille im Doppelzweier. Ebenfalls mit ihrer Schwester wurde sie an den Olympischen Spielen 2004 in Athen Olympiasiegerin.
Auf den erneuten Gewinn des Weltmeistertitels 2005 in Gifu folgten Bronze 2006 und Silber 2007. Bei den Olympischen Spielen 2008 in Peking lieferten sich die Schwestern ein knappes Duell mit den deutschen Annekatrin Thiele und Christiane Huth, mit einem Vorsprung von einer Hundertstelsekunde gewannen die beiden Neuseeländerinnen ihre zweite olympische Goldmedaille. Dies war die erste erfolgreiche olympische Titelverteidigung mit dem Doppelzweier bei den Frauen.
Im Oktober 2008 erklärten sie und ihre Schwester ihren Rücktritt vom Rudersport.
2002 stellte sie den Weltrekord im Indoor-Rowing über 2000 Meter auf. Sie erreichte dabei eine Zeit von 6:28,5 min. Vom Weltruderverband wurde sie 2016 gemeinsam mit ihrer Schwester Caroline mit der Thomas-Keller-Medaille ausgezeichnet.